# Ravni (Užice)
Pour les articles homonymes, voir Ravni.
Ravni (en serbe cyrillique : Равни) est un village de Serbie situé sur le territoire de la Ville d'Užice, district de Zlatibor. Au recensement de 2011, il comptait 460 habitants.
Ravni possède une école élémentaire (en serbe : osnovna škola), l'école Đura Jakšić. Le village est organisé pour le tourisme rural.

## Démographie

### Évolution historique de la population
| 1948 | 1953  | 1961 | 1971 | 1981 | 1991 | 2002 | 2011 |
| ---- | ----- | ---- | ---- | ---- | ---- | ---- | ---- |
| 987  | 1 058 | 964  | 842  | 740  | 632  | 558  | 460  |

|  |